# Basler Mission – Deutscher Zweig
Die Basler Mission – Deutscher Zweig e. V. (BMDZ) ging aus den deutschen Heimatvereinen der Basler Mission in Südwestdeutschland hervor und wurde 1954 gegründet. Sie ist Mitglied sowohl der Basler Mission wie auch der Evangelischen Mission in Solidarität (EMS). Sie hat ihre Geschäftsstelle in Stuttgart.

## Geschichte
Seit der Gründung der Basler Mission im Jahr 1815 waren deutsche Mitarbeiter und Missionare aus Südwestdeutschland maßgeblich an allen Aktivitäten dieser Missionsgesellschaft in der Schweiz und weltweit beteiligt. So stammten die Missionare und ihre Frauen sowie die ledigen „Missionsschwestern“ mehrheitlich aus deutschen Landen und alle Leiter der Missionsgesellschaft in Basel bis 1939 waren Deutsche. Und stets kam auch ein bedeutender Teil der Finanzen für die Ausbildung und Entsendung von Missionspersonal aus den Gebieten, die ab 1871 zum Deutschen Reich gehörten.
Während der Zeit des Nationalsozialismus war eine klare Aufgabentrennung in der Missionsgesellschaft Basler Mission zwischen Einrichtungen und Personen in Deutschland und der Schweiz vorgenommen worden, bedingt auch durch politische Spannungen in den Missionsgebieten und zwischen den Mitarbeitenden dort. Diese Trennung wurde nach 1945 beibehalten, vor allem auf Wunsch der Verantwortlichen in der Schweiz. Eine Begründung unter anderen war die Annahme, dass vorerst in viele Länder keine deutschen Mitarbeitenden entsandt werden könnten. In der Folge kam es 1954 zur Gründung der Basler Mission – Deutscher Zweig e. V. (BMDZ) mit Sitz in Stuttgart.
1972 gründete die Basler Mission – Deutscher Zweig gemeinsam mit der Basler Mission, fünf südwestdeutschen Landeskirchen sowie weiteren Missionsgesellschaften das Evangelische Missionswerk in Südwestdeutschland, die heutige Evangelische Mission in Solidarität.

## Aufgaben
Die Basler Mission – Deutscher Zweig pflegt die Beziehungen zu Partnerkirchen in Nigeria, Kamerun, Südsudan und Ghana, in Hongkong, Malaysia, Indien, Indonesien und Lateinamerika, die aus der Arbeit von Basler Missionaren hervorgegangen sind. Projekte dieser Kirchen werden gefördert und in Notfällen wird gegenseitiger Beistand geleistet. Ein Austausch der beteiligten Kirchen zu aktuellen gesellschaftlichen Themen auf Augenhöhe findet in unterschiedlichen Veranstaltungsformaten statt.

## Aktivitäten
Workcamps für Jugendliche dienen der direkten Begegnung. Besuchsreisen ermöglichen den persönlichen Austausch in Deutschland bzw. in Afrika oder Asien. Die BMDZ berät und unterstützt kirchliche Partnerschaften zwischen Gemeinden und Kirchenbezirken in Südwestdeutschland und den Partnerkirchen. Diese Partnerschaften ermöglichen einen ständigen Austausch einzelner Gemeinden und Menschen und die wachsende Kenntnis des gegenseitigen Lebensumfeldes.
Die Arbeit des Vereins und die Unterstützung von Projekten weltweit wird ermöglicht durch Förderer und Spenden. Ausgehend von der seit 1854 bestehenden Halbbatzen-Kollekte der Basler Mission sammeln in manchen Orten Südwestdeutschlands auch heute noch engagierte Frauen Spenden und verteilen im Gegenzug die Nachrichten aus der Basler Mission mit aktuellen Informationen zu Partnerkirchen und Projekten, die seit 1968 regelmäßig erscheinen. Aber auch Erbschaften und Sachspenden ermöglichen die Fortführung der Arbeit, beispielsweise von Kinderheimen in Indien oder einer Hebammenschule im Südsudan.